# ロンドンブーツ1号2号
ロンドンブーツ1号2号（ロンドンブーツいちごうにごう）は、かつて存在した田村淳と田村亮からなるお笑いコンビ。1993年結成、2025年6月24日23時30分解散。略称は「ロンブー」など。淳は吉本興業所属、亮はフリー。

## メンバー
田村 淳（たむら あつし、1973年12月4日 - （51歳））
山口県下関市彦島出身。身長167.2センチメートル、体重59.3キログラム。血液型はO型。
ロンドンブーツ2号。主にボケ担当だが、MCやフリートークでは進行役を担当するなど、ツッコミのようになっている。
田村 亮（たむら りょう、1972年1月8日 - （53歳））
大阪府高槻市出身。身長172.9センチメートル、体重66.8キログラム。血液型はA型。
ロンドンブーツ1号。主にツッコミ担当だが、天然ボケであり、ツッコまれることもしばしばである。
後述するが、「1号」「2号」の区別は曖昧であった中、「襲名」を期に区別を明確にした。
亮は大阪府出身であるが、東京都でデビューしたため、共通語と関西弁が混交しており、「それ、あかんだろ」などの“東西チャンポン”のツッコミは同業者がたまに真似る。デビュー直後、キャラクターを模索中のころは淳も関西弁を使っていた時期があった。
同じ姓であるが、血縁関係はない。
本来のスタイルは淳がボケ、亮がツッコミだが、ボケとツッコミがはっきりしないコンビになっている。

### ロンドンブーツ複数号計画のメンバー
森本 英樹（もりもと ひでき）
2020年11月1日 - 、ロンドンブーツ3号。お笑いコンビ・チキンナンバンのメンバー。2020年11月1日にYouTubeチャンネル「ロンブーチャンネル」において、「ロンドンブーツ複数号計画」が発表され、ロンドンブーツ3号に森本が「襲名」した。
なぴ0124（なぴこ）
2020年12月15日 - 、ロンドンブーツ17号。バンド・Zeleive（ぜレイブ）のメンバー。
マンボウやしろ（マンボウやしろ）
2021年1月19日 - 、ロンドンブーツ5号。元お笑い芸人で演出家、脚本家。
石原 健次（いしはら けんじ）
2021年1月19日 - 、ロンドンブーツ14号。元お笑い芸人で放送作家。
髙橋 知典（たかはし とものり）
2021年1月21日 - 、ロンドンブーツ6号（仮）。弁護士。淳とは『グッとラック!』で共演。

## 来歴・人物
田村淳は地元・下関で同級生と「ふぐの助ふぐ太郎」を結成。同じ下関出身のロックバンド『KATZE』の所属する事務所からスカウトされ、デビュー。しかし相方が失踪してしまい、ふぐの助ふぐ太郎は解散。事務所から「とりあえず次に組む相方を見つけろ」と言われる。後に事務所を退社し、知り合いの伝で東京のインディーズお笑い集団・集団田中に所属し、相方を探す。
一方、田村亮は兄の影響でラジオのハガキ職人になり芸人に憧れを持つようになる（当時のラジオネームはランニングホームラン王）。お笑い雑誌から集団田中の存在を知り、所属となる。
集団田中にて出会い、1993年にコンビ結成。渋谷で路上ライブを行い、多数の観客を集めるようになる。当時のネタのひとつに「精子爆裂隊」がある。1994年4月、銀座7丁目劇場のオーディションに合格して吉本興業に入る。同期にDonDokoDon、ペナルティなどがいる。
当初、コンビ名を「タムタム」や「ドドリアン」としていた時期があった。最終的に「スライム工場101」と「ロンドンブーツ1号2号」で迷い、後者に決定。コンビ名の名付け親は亮で、最初期の演目のタイトルから取った。「1号2号」は「どちらが1号でどちらが2号ですか?」と聞かれることを狙ったもので、実際の区別を意識したネーミングではなかった。ただし曖昧ながらも、結成当初より年上の亮が「1号」の立場だった。
タモリのSuperボキャブラ天国では「ボキャブラ発表会　ザ・ヒットパレード」のコーナーに出演。芸人がネタの評価を競うスタイルが後に人気となるが、その初期の出演者の1組だった。ネタには（オチのフレーズが）長文のものが多く、高評価を得ることもあった。番組内で独自に付けられる芸人別のキャッチフレーズは「くいだおれパンクス」。
CX深夜の帯番組『UN FACTORY カボスケ』（1995年）にて、数多く出演していた若手の中から際立った目立ち方をし、司会のウッチャンナンチャンから引き立てられて売れ始めた。デビュー2年目にしてオールナイトニッポン2部パーソナリティとなる。以後多くの番組で「仕切り」のポジションに立ち、若くして冠番組を多数持つようになる。奇しくも、吉本興業に入った頃のインタビューで淳は将来の夢として「オールナイトニッポンのパーソナリティをやりたい」と語っている。ブレイク時期は淳の赤髪と亮の金髪がトレードマークであり、パンクロック風のファッションも相まって、吉本には珍しくとんねるず系の東京芸人の雰囲気をまとった新世代と評されていた。
ブレイク直後、急性吉本炎の企画『BINTA!』を宮迫博之の代わりに行ったところヒットし、素人いじりの原型になった。暴ロンブーやぷらちなロンドンブーツなどで素人をいじる企画を得意としていた。かつては、深夜帯の冠番組が好調なのに対して、ゴールデン帯では2クールで終了していったため、「深夜でしかウケない」と評されていた。
2000年 - 2002年、歌手としてエイベックスから3枚のシングルを発売した。また吉本芸人のユニット「Re:Japan」に参加し、2001年のNHK紅白歌合戦に出場を果たした。コンビ揃って、「新宿暴走救急隊」の主題歌、「岬」にて歌手デビューもしている。
2015年、『アメトーーク!』にて「ロンブー同期芸人」と題し特集され放送された。
2019年12月、田村淳は活動謹慎処分中の田村亮と株式会社LONDONBOOTS（法人番号：8011001130769）を設立したことを自身のTwitterで報告した。また、時期を同じくして淳がYouTubeチャンネル「ロンブーチャンネル」を開設した。
2019年現在、コンビでのテレビのレギュラー番組は単発を除けば『ロンドンハーツ』のみで、この番組は1999年から続く長寿番組となっている。亮は自身が起こした闇営業問題により活動謹慎処分 となったため出演を休止していたが、2020年4月7日放送分より、「見学」としてではあるものの一応の復帰を果たした。
2020年1月、吉本興業より田村亮の活動再開が発表された。
2020年1月10日付で亮が吉本興業を離れ、淳と共に設立した株式会社LONDONBOOTSに所属し、同社の所属タレントとして吉本興業とエージェント契約を結んだ。それに伴い、極楽とんぼに次いで（吉本では2組目のエージェント契約者のいるコンビ）メンバーの所属事務所が異なるコンビとなった。
2020年1月27日、YouTube「ロンブーチャンネル」の動画において、亮から淳へ「この騒動の責任を取りたい」「これから新しいロンドンブーツをお前が1号になって作ってくれ」との言葉があり、淳が2代目1号を襲名した。これにより、ロンドンブーツ1号が淳、ロンドンブーツ2号が亮と定義された。1月30日、亮が謝罪会見を行ったのと同じ場所でコンビでトークライブを開催した。復帰会見も行い、コンビとしての活動、及び亮の活動が本格的に再開した。
同年11月1日、淳が1号を退任し、ロンドンブーツ複数号計画も兼ねて亮が1号、淳が2号となった。森本英樹が3号襲名。
2022年2月12日、ロンドンブーツ1号2号名義で行ってきたYouTubeチャンネル「ロンブーチャンネル」を「田村淳TV」に改名し、淳の個人チャンネルへと変更し、現在はアーシーchへと進化を遂げている（「ロンブーチャンネル」の動画も残されている）。
2023年12月31日をもって株式会社LONDONBOOTSを閉業、その後2024年7月18日付で法人格が消滅。
2025年6月24日、『ロンドンハーツ』緊急生放送内でコンビの解散を発表。

## 出演番組
※コンビとしての出演番組を記載。単独での出演は田村淳、田村亮を参照。

### テレビ番組
レギュラー番組
- 週刊スタミナ天国（フジテレビ、1990年4月 - 1996年9月）
- UN FACTORY カボスケ（フジテレビ、1995年4月 - 9月）
- DABO銀（テレビ朝日、1995年4月 - 1996年3月）
- 急性吉本炎（TBS、1995年4月 - 9月）
  - 慢性吉本炎（TBS、1995年10月 - 1997年3月）
- BANG! BANG! BANG!（フジテレビ、1996年）
- タモリのSuperボキャブラ天国（フジテレビ、1996年頃）※キャッチコピーは「くいだおれパンクス」
- 天才・たけしの元気が出るテレビ!!（日本テレビ、1996年頃）※末期にレポーターとして出演
- あなあきロンドンブーツ（テレビ朝日、1996年4月 - 1997年9月）
  - ぷらちなロンドンブーツ（テレビ朝日、1997年10月 - 2004年9月）
- マンブー!（TBS、1997年4月 - 9月）
  - まぶだち!!（TBS、1997年10月 - 1999年3月）
  - まぶごえ!!（TBS、1999年4月 - 9月）
- ロンブー荘青春記（日本テレビ、1997年10月 - 1998年9月）
- 暴ロンブー（毎日放送、1998年4月 - 1999年9月）
- ロンドンハーツ（テレビ朝日、1999年4月18日 - 2025年6月24日）[注 5]
- うっひゃ〜!!はなさかロンドンブーツ（フジテレビ、1999年10月 - 2000年3月）
- スキヤキ!!ロンドンブーツ大作戦（テレビ東京、1998年10月6日 - 2001年9月25日）
- ロンブー龍（日本テレビ、1998年10月 - 2005年3月）
  - ロンQ!ハイランド（日本テレビ、2005年4月 - 2008年9月）
- Tokyo LONBOO Tower（WOWOW、1999年頃）
- 赤ちゃん金ちゃんしゃべる部屋（フジテレビ、2000年4月10日 - 2001年9月18日）
- 倫敦音楽館 Lon-mu（テレビ東京、2001年10月2日 - 2002年3月26日）
- ロンロバ!シリーズ（TBS、2003年4月 - 2004年9月）
- メンタルヌード（読売テレビ、2004年10月 - 2005年3月）
- おすピー&ロンブーの起きなさいよッ!!（フジテレビ、2005年4月 - 2006年9月）
- ザ・チーター（TBS、2005年10月 - 2006年8月）
- 嗚呼!花の料理人（読売テレビ、2006年4月 - 2008年9月）
- ロンブーの怪傑!トリックスター（テレビ東京、2006年4月 - 2009年4月）
- ザ・ベストハウス123（フジテレビ、2006年 - 2012年）
- 森田一義アワー 笑っていいとも!（フジテレビ、2009年10月5日 - 2012年3月26日、月曜レギュラー）
- 笑っていいとも!増刊号（フジテレビ、2009年10月11日 - 2012年4月1日）
- ショーバト!（日本テレビ、2010年4月 - 9月）
- クイズ☆タレント名鑑（TBS、2010年8月 - 2012年3月）
  - クイズ☆スター名鑑（TBS、2016年10月16日 - 2017年1月22日）
- テベ・コンヒーロ（TBS、2012年4月 - 9月）

特番
- 極楽・ロンブー・ココリコの僕は人ですSP（1999年1月2日、テレビ朝日） - 司会
- 緊急!ロンドンブーツ芸能界新春指令SP!（2000年1月2日、毎日放送） - 司会
- ロンブー極楽ココリコの国際おつかい隊が行く（2000年1月3日、中部日本放送）
- 今夜は超大物芸能人がうっひゃ～!!ロンブー無礼講SP（2000年1月14日、フジテレビ） - 司会
- 年越しロンドンブーツ俺達の選ぶTV名場面全部見せちゃうぞSP（2002年12月31日、テレビ朝日） - 司会
  - テレビ最強名場面 初解禁(秘)1000連発SP（2003年12月31日、テレビ朝日） - 司会
- ロンブーのサンタも逃げ出す!?クリスマスプレゼント!! ザ・華の芸能界負けず嫌い王決定戦（2003年12月24日、日本テレビ）- 司会
- もう時効だョ全員集合 史上最強!花の芸能界オフレコトークバトル（2004年5月14日・10月1日、TBS） - 司会
- ロンドンブーツXマスSP（2004年12月24日 - 2010年12月25日、テレビ朝日）
- ロンブー特ダネ連発世界ビックリ 達人!いる?いない?ツアーin台湾（2004年12月11日、日本テレビ）
- お笑い!!ゆく年くる年（2004年12月31日 - 2006年12月31日、テレビ朝日） - 司会
- ビンゴクイズ25（2005年3月25日、日本テレビ）- 司会
- ロンブーの笑ってカッポレ!!（2005年3月31日、日本テレビ）- 司会
- ロンブーの田舎が最高 （2005年9月11日・2006年9月10日、TBS）
- バリューナイトフィーバー「運命の言霊 〜ことだま〜」（2005年12月24日・2006年1月7日、日本テレビ） - 司会
- 大笑点（2006年1月1日、日本テレビ） - 「最強のネタ芸人LIVE BEST HIT6」進行
- ザ・ベストハウス123（2006年1月2日・5月23日・2012年5月8日・10月23日、フジテレビ） - 司会
- ロンブーハローワーク!将来のお仕事適性検査スペシャル（2006年1月4日、フジテレビ） - 司会
- ロンブーの芸能界お絵かきドリームマッチ!（2006年1月4日、日本テレビ） - 司会
- 面白いじわるクイズ（2006年1月6日、日本テレビ）- 淳が司会、亮がシュミレーションマン
- ロンブー&ココリコSP（2006年12月5日、テレビ東京） - 司会
- 細木数子の緊急大予言（2007年1月6日・4月16日、テレビ朝日） - 淳が司会、亮が相談ゲスト
- 日本偉人大賞2007 歴史を変えた超エライ人SP（2007年4月7日、フジテレビ） - 「ザ・ベストハウス123」司会
- 一攫千金ヤマワケQ! "責任者はお前だ!"（2007年9月21日 - 2008年10月7日、朝日放送）- 淳が司会、亮が解答者
- カスペ!「お笑い芸人マジック王座決定戦スペシャル」（2008年7月29日・2009年3月10日、フジテレビ）- 司会
- 島の人達がロンブーとTV作っちゃったSP（2008年9月13日、毎日放送）- 司会
- クイズ☆タレント名鑑（2009年8月6日 - 2010年4月2日、TBS） - 淳が司会、亮がチームリーダー
- 芸能人!ヒットソングで爆笑SHOWバトル（2010年1月9日、日本テレビ） - 司会
  - ロンブー&チュートの芸能人ヒットソングで爆笑ショーバトル!（2010年9月27日 - 2013年4月4日、日本テレビ） - 司会
- ロンブーの快傑!トリックスター（2010年4月2日、テレビ東京） - MC
- オレたちお笑い心霊団（2011年1月1日、フジテレビ）- 淳が司会、亮がお笑い心霊団
- 世界の怖い夜!（2012年8月30日 - 2017年7月19日、TBS）- 淳が司会、亮が解答者
- あいまいニッポンの新しいマナー（2013年12月26日、フジテレビ）- MC
- クイズ☆正解は一年後（2013年12月30日 - 2024年12月30日、TBS）- 淳がMC、亮がチームリーダー
- 旅ロンブー!（2014年12月29日、関西テレビ）

### ラジオ
- 赤坂お笑いDOJO（TBSラジオ）
- ロンドンブーツ1号2号のオールナイトニッポン（ニッポン放送）
- ロンドンブーツ1号2号のallnightnippon SUPER!（ニッポン放送）
- アッパレやってまーす!（毎日放送、2015年3月31日 - 2018年4月3日、火曜日パーソナリティ）

### テレビドラマ
- 功名が辻（NHK総合、2006年） - 淳のみ、亮もゲスト出演
- 新宿暴走救急隊（日本テレビ「土曜ドラマ」、2000年10月 - 12月）  - 主演
- 明日があるさ（日本テレビ「土曜ドラマ」、2001年4月 - 6月）

### ゲーム
- ビーバス&バットヘッド ヴァーチャル・アホ症候群（プレイステーションソフト、ビー・ファクトリー） - 淳：バットヘッドの声、亮：ビーバスの声

## CM
- 富士通
- 明治製菓（瞬間清涼）
- エースコック（スーパーカップ豚キムチ味）
- プロト（CarGOO）
- 小学館（コミックGOTTA）
- 花王（ラビナス カラーアピール）
- ジョージア（Re:Japanで出演）
- グンゼ　BODY WILD
- アルツ磐梯スキー場

## 音楽作品
全てエイベックスより発売。
シングル
- 岬（2000/12/6、コンビで主演した連続ドラマ『新宿暴走救急隊』（日本テレビ系）主題歌）
- 声（2001/3/22、花王「ラビナス カラーアピール」 CM曲）
- 勝（2002/2/27、テレビ東京系アニメ『キャプテン翼』エンディングテーマ）
- 田村亮／存在（2002/1/30、『倫敦音楽観Lon-Mu』にて、淳がプロデュース・作詞作曲）
- たむらあつし／もずくん（2002/10/30、『ロンブー龍』より）

アルバム
- 寿（2006/3/23、シングル曲を全て収録したベスト版）